# Miro Pogran
Miro Pogran (* 1964, Bratislava) je akademický malíř, grafik a ilustrátor. V Bratislavě navštěvoval Střední umělecko průmyslovou školu (SUPŠ). Poté odjel do Prahy, kde vystudoval animovanou tvorbu na Vysoké škole uměleckoprůmyslové (VŠUP) pod vedením profesora Miloslava Jágra.

## Dílo a výstavní činnost
Výtvarník má za sebou množství kolektivních i samostatných výstav doma i v zahraničí. Několikrát se zúčastnil Bienále ilustrací v Bratislavě i výstav Le immagini della fantasia v italském Sármede. V roce 2000 byl pozván k účasti na přehlídce Současné slovenské ilustrace v Norsku a na Islandu. Od té doby se jeho tvorba také pravidelně objevuje na výstavách I colori del sacro v italské Padově. Samostatně vystavoval například v německých městech Hannover, Kolín či Berlín, v České republice v Galerii Františka Drtikola, Galerii Perla, Židovském muzeu v Praze, v Galerii DNM a dalších.
Ve své tvorbě používá různých technik. Maluje olejem, kreslí pastelem, věnuje se grafice v podobě litografií. Jeho zájem se nejprve soustředil na židovskou tematiku. V roce 2005 v Galerii Františka Drtikola představil výtvarník cyklus grafik „Kámen, který mluví...“. Inspirací mu byly staré, dávno zapomenuté a zpustlé židovské hřbitovy. Technikou frotáže sejmul otisky náhrobních kamenů, které posloužily jako základ a pozadí vícebarevných litografických tisků symbolizujících smutnou skutečnost, která se váže k historii a pobytu Židů v našich zemích. Tento cyklus byl delší dobu hlavním tématem jeho práce a objevil se na výstavách v židovských muzeích v Praze a Bratislavě.
Dalším důležitým milníkem v jeho tvorbě bylo pozvání, aby svou tvorbu představil na výstavách v Japonsku. Tam postupně vystavoval ve městech jako je Nagano, Shizuoka, Fujieda nebo Kakegawa. Dohromady v této vzdálené krajině strávil umělec několik měsíců. Kromě výstav obrazů se také věnoval spolupráci s keramikem Kazumou Nakano. Z této spolupráce vznikla sada malovaných keramických mís. Japonsko se Mirovi Pogranovi vrylo do srdce a proto se po návratu zpět do České republiky v jeho dílech objevuje mnoho témat a motivů souvisejících se zemí vycházejícího slunce. To dosvědčila i výstava Haiku v zahradě Sošintei na „japonském“ statku v Nedrahovicích.
Výtvarník rovněž ilustroval mnoho učebnic a dětských knih, mezi jinými například Slnečný lúč Svetláčik, Misálek pro nejmenší nebo Jakou mám náladu. Jeho autorská kniha nese název Příběh o prameni.